# Myrmarachne gedongensis
Myrmarachne gedongensis là một loài nhện trong họ Salticidae.
Loài này thuộc chi Myrmarachne. Myrmarachne gedongensis được Badcock miêu tả năm 1918.